# هاراکیری (فیلم ۱۹۶۲)
هاراکیری یا سپّوکو (به ژاپنی: 切腹 Seppuku) فیلمی ژاپنی محصول ۱۹۶۲ به کارگردانی ماساکی کوبایاشی است. داستان آن در سال‌های ۱۶۱۹ تا ۱۶۳۰ در دورهٔ اِدو می‌گذرد. این فیلم هم اکنون در رده چهل و ششم در میان دویست و پنجاه فیلم برتر وبسایت آی ام دی بی قرار دارد.

## داستان
داستان فیلم دربارهٔ یک سامورایی است .که خدمت نزدِ ارباب خود را از دست داده و به یک رونین تبدیل شده‌است. او با تنها دختر و پسری که پدرخواندگی آن دو را بر عهده دارد زندگی سختی را می‌گذرانَد. پس از ازدواج دخترش با آن پسر، مشکل بیشتر شده و در نهایت، فقر باعث می‌شود که دامادش برای دریافت پول به خانهٔ یکی از اربابانِ اِدو برود و تهدید به هاراکیری کند زیرا می‌شنود که افراد آن خانه برای جلوگیری از این کار، مقداری پول به او می‌دهند تا از هاراکیری صرف نظر کند؛ اما آنها نه‌تنها به او کمک نمی‌کنند، که او را مجبور به انجام خودکشی به شیوهٔ هاراکیری با یک شمشیر چوبی می‌کنند تا کسی دیگر جرئت نکند برای هاراکیری دروغین به خانه آنها بیاید. پس از مرگِ او، دختر و نوهٔ سامورایی نیز درمی‌گذرند. اکنون سامورایی برای گرفتن انتقام دامادش دست‌به‌کار می‌شود….

## جوایز
این فیلم در جشنواره فیلم ونیز سال ۱۹۶۳ شرکت کرد ولی نخل طلایی را به فیلم پلنگ باخت و به جای آن جایزه هیئت داوران جشنوارهٔ کن را از آن خود کرد.